# Charles Lapicque
Pour les articles homonymes, voir Lapicque.
Charles Lapicque est un artiste peintre et graveur français de la Nouvelle École de Paris, né à Theizé le 6 octobre 1898, mort à Orsay le 15 juillet 1988.
Ses œuvres furent jugées importantes, entre 1939 et 1943, pour le développement de la peinture non figurative et dans les années 1950 pour les courants Pop art, figuration narrative, figuration libre.
Il est reconnu Juste parmi les nations, avec son épouse Aline, pour avoir caché des Juifs pendant la Seconde Guerre mondiale.

## Biographie
Charles Lapicque naît sous le nom de Charles René Thouvenin le 6 octobre 1898 à Theizé , dans le Rhône, d'une famille originaire des Vosges. Il est le fils adoptif de Louis Lapicque, professeur de physiologie générale à la faculté des sciences de Paris, et de Marcelle Lapicque, elle-même fille du ministre Severiano de Heredia. Il passe sa petite enfance à Épinal et fait en 1900 son premier séjour en Bretagne, près de Paimpol, où il retourne longtemps chaque été. Il commence en 1903 l'étude du piano. À partir de 1909 il habite Paris où il suit ses études secondaires, pratique le dessin au lycée puis dans les académies libres, aborde en 1915 la pratique du violon. Mobilisé de 1917 à 1919 dans l'artillerie de campagne, il y acquiert une connaissance des chevaux qui se retrouvera plus tard dans ses peintures et participe aux combats de 1918 et recevra la Croix de Guerre.
Poussé par son père dans les études scientifiques, il entre en 1919 à l'École centrale des arts et manufactures de Paris, s'intéressant particulièrement aux projections et perspectives utilisées dans le dessin industriel. Il peint en 1920 ses premiers paysages près de Caen. Ingénieur dans la distribution d'énergie électrique, il dirige en 1921 un secteur près de Lisieux où il assure la construction et l'exploitation de lignes à haute tension. Appelé au Bureau d'études techniques, il s'installe à Paris en 1924, peignant le dimanche paysages et marines. Ses recherches plastiques, dans le climat du cubisme, développent les études qu'il a poursuivies sur les modes de projection dans l'espace et sur la couleur. Passionné de musique et ténor amateur, il participe à la chorale Sine Nomine dont le répertoire lui inspire en 1925 son Hommage à Palestrina. Délivrée de toute visée figurative cette œuvre suscite les encouragements de Jeanne Bucher qui lui propose de devenir « peintre de la galerie ». Il abandonne en 1928 sa carrière d'ingénieur pour se consacrer à la peinture, réalisant en 1929 sa première exposition personnelle à la Galerie Jeanne Bucher.
Charles Lapicque reprend ses études à la faculté des sciences de Paris, obtient la licence ès sciences physiques et commence une thèse pour le doctorat ès sciences physiques sous la direction de Charles Fabry. Sur recommandation d'André Debierne, il occupe de 1931 à 1943 un poste d'assistant préparateur auprès de Maurice Curie, professeur de physique du certificat P.C.B. Il fréquente alors les physiciens Albert Arnulf et René Lucas. À la faculté il entreprend des recherches sur la perception des couleurs qui le conduisent à renverser la loi classique de leur échelonnement dans l'espace, Lapicque observant que le bleu constitue en fait la couleur du plus proche, le rouge du plus lointain. Afin de perfectionner ses connaissances il entre à l'École supérieure d'optique dont il sort ingénieur-opticien diplômé en 1934. Il s'intéresse parallèlement, dans les musées et chez les antiquaires, aux œuvres artisanales anciennes, enluminures, tapisseries médiévales, émaux cloisonnés poitevins, faïences, dans lesquelles il trouve des confirmations de ses théories et fait plusieurs communications aux réunions de l'Institut d'optique, notamment, en 1935, sur « le rouge et le bleu dans les Arts ». Charles Lapicque rencontre en 1936 le philosophe Gabriel Marcel qui l'invite à des séances de discussion et lui fait connaître Jean Wahl: c'est le point de départ de sa réflexion philosophique et esthétique. Il reçoit en 1937 la commande de cinq grandes décorations murales pour le Palais de la découverte à Paris, l'une d'elles, La synthèse organique (10 × 10 m), lui valant une médaille d'honneur à l'Exposition universelle de 1937. Après avoir été nommé boursier de recherches de la Caisse nationale de la recherche scientifique, Lapicque soutient sa thèse de doctorat ès sciences physiques en 1938 sur « l'optique de l'œil et la vision des contours », devant un jury présidé par Charles Fabry et comprenant comme examinateurs Henri Chrétien et Henri Laugier, tandis qu'il réalise plusieurs sculptures (granit). S'intéressant aux arts africains et précolombiens, il aborde parallèlement la clarinette, le basson, le trombone et pratique durant dix ans le cor dans des ensembles amateurs.
Mobilisé en septembre 1939 au Centre national de la recherche scientifique, Lapicque est chargé d'études sur la vision nocturne et le camouflage, travaillant avec Antoine de Saint-Exupéry. Démobilisé, il commence d'appliquer ses théories dans une série de Figures armées qui posent les bases d'une peinture nouvelle et participe en 1941 (avec La vocation maritime) à l'exposition des « Vingt jeunes peintres de tradition française » organisée par Jean Bazaine, première manifestation de la peinture d'avant-garde sous l'Occupation, alors que le nazisme multiplie les condamnations de « l'art dégénéré ». II participe en février 1943 à la Galerie de France à l'exposition « Douze peintres d'aujourd'hui », dénoncée par la presse de la collaboration, et fait à nouveau un bref séjour en Bretagne. Un contrat avec la Galerie Louis Carré lui permet d'abandonner la même année son poste de préparateur à la faculté des sciences. Il peint en 1944 plusieurs toiles autour de la libération de Paris et retrouve durant l'été 1945 le chemin de la Bretagne. La Galerie Louis Carré présente en 1946 une exposition « Bazaine, Estève, Lapicque », préfacés par André Frénaud, Jean Lescure et Jean Tardieu.
Charles Lapicque fait en 1948 une première conférence au Collège de philosophie fondé par Jean Wahl. Il est nommé peintre du Département de la Marine et participe à de nombreuses manœuvres au large de Brest (1948), de Toulon (1949), en Afrique du Nord (1951). En 1949 le peintre explore minutieusement le champ de bataille de Waterloo et, après de nombreuses lectures militaires, peint La bataille de Waterloo. Recevant en 1953 le Prix Raoul Dufy de la Biennale de Venise qui consiste en une bourse de voyage dans cette ville, il effectue entre 1953 et 1955 quatre séjours dans la ville. Lapicque fait par la suite des voyages, qui seront chacun à l'origine de nouvelles suites de peintures, à Rome en 1957, en Grèce en 1963, en Espagne en 1973, en Hollande en 1974, en France même, à Vézelay en 1975, dans les châteaux de la Loire en 1976, à Aix-en-Provence en 1980. Charles Lapicque reçoit le Grand prix national de peinture en 1979. Il meurt à Orsay le 15 juillet 1988.
Sa femme Aline Lapicque-Perrin était la fille de Jean Perrin. Ils ont eu trois fils, Denis, François et Georges. Charles et Aline Lapicque reçoivent à titre posthume en août 2000 le titre de Justes parmi les nations pour avoir caché et protégé des Juifs pendant la Seconde Guerre mondiale. La cérémonie de reconnaissance a lieu le 5 juin 2001 au Sénat.

## L'œuvre
« De longues études d'ordre scientifique me conduisirent à considérer le rouge, l'orangé et le jaune comme des couleurs toujours prêtes à s'éclaircir, à se faire plus lumineuses et le bleu, au contraire, comme une couleur fatalement destinée à s'assombrir, à paraître plus noire. Il en résultait un avantage certain à figurer par du bleu les corps solides, pesants et rapprochés et à réserver le rouge, l'orangé ou le jaune aux corps lumineux ou lointains, tel que le ciel », résume en 1961 Lapicque dans une conférence, Présence et peinture, dont le texte est publié dans la revue « Médiations ».
Les toiles que peint Lapicque en 1939, en s'inspirant de cette analyse, marquent un tournant essentiel dans son itinéraire. Réalisant une synthèse des techniques cubistes (ruptures de plans, perspectives multiples, transparences des corps) et de ses recherches théoriques personnelles sur « le bleu et le rouge », Lapicque crée une nouvelle représentation de l'espace. Dans ses Figures armées ou dans Le Port de Loguivy, une ossature bleue, figurative ou abstraite, apparaît au premier plan, reliant les objets rapprochés et se détachant sur des fonds jaunes ou rouges. Ces peintures et celles qui les développent en 1940 (Jeanne d'Arc traversant la Loire, Sainte-Catherine-de-Fierbois, La vocation maritime) sont directement à l'origine de la construction non-figurative qui apparaîtra dans les années suivantes à travers les recherches de Jean Bazaine, Jean Le Moal, Alfred Manessier ou Gustave Singier.
« Lapicque était un cas un peu spécial, très important à mon avis dans le groupe. Il l'a influencé, en ce sens que nous étions un peu écrasés par la génération qui nous précédait. (...) Il fallait trouver autre chose, qui nous appartienne en propre, qui soit autonome, tout en respectant une certaine filiation. Celui qui a permis cela, je crois que c'est Lapicque. (...) Il nous a appris une façon d'envisager le monde qui permettait des vues perspectives, une approche des objets, des mises en page qui nous semblaient, aux uns et aux autres, pleines de promesses. Nous avions alors la possibilité de nous dégager du carcan cubiste que nous utilisions avant la guerre. (...) Nous avons ensuite tous fait notre propre chemin mais Lapicque a été celui qui nous a permis de gagner du temps, il a amené une discussion », devait ainsi déclarer Alfred Manessier.
À partir de 1941 la grille puissante qui assurait la construction des peintures de Lapicque se fait plus discrète à travers l'adoption d'une perspective à points de vue complémentaires et la lumière s'éclaircit. En 1946 Lapicque, par des tracés plus impulsifs, multiplie dans une série de Régates et de toiles marines les entrelacs et les boucles, origines d'une figuration « gestuelle » intensément colorée qui apparaîtra caractéristique de son œuvre. Il opère en 1947 un retour à la figure humaine, peignant des groupes entrelacés dans un graphisme synthétique. En 1950 la commande qui lui est faite, sur le conseil de Jean Lescure, d'un dessin d'armure par un fabricant de montres suisses l'engage à de nouvelles visites du musée des Armures aux Invalides qui lui inspirent une série de Guerriers, princes et rois de France ou conquérants (Henri IV, Henri III, Attila, Gengis Khan), poursuivie en 1953. Allant deux ou trois fois par semaine au steeple-chase d'Auteuil, Lapicque développe en 1950 et 1951 une série équestre amorcée dès 1949, continuant parallèlement de peindre, jusqu'en 1953, paysages maritimes et courses nautiques. Peintre de la Marine depuis 1948 l'occasion qui lui est donnée en 1951 d'embarquer sur le croiseur Émile Bertin et de faire escale à Oran puis Alger l'incite à visiter Biskra et à peindre L'Atlas saharien. En 1953 une nouvelle série de Figures fait alterner personnages historiques et mythologiques. La galerie Villand et Galanis, de 1953 à 1965, expose régulièrement son travail.

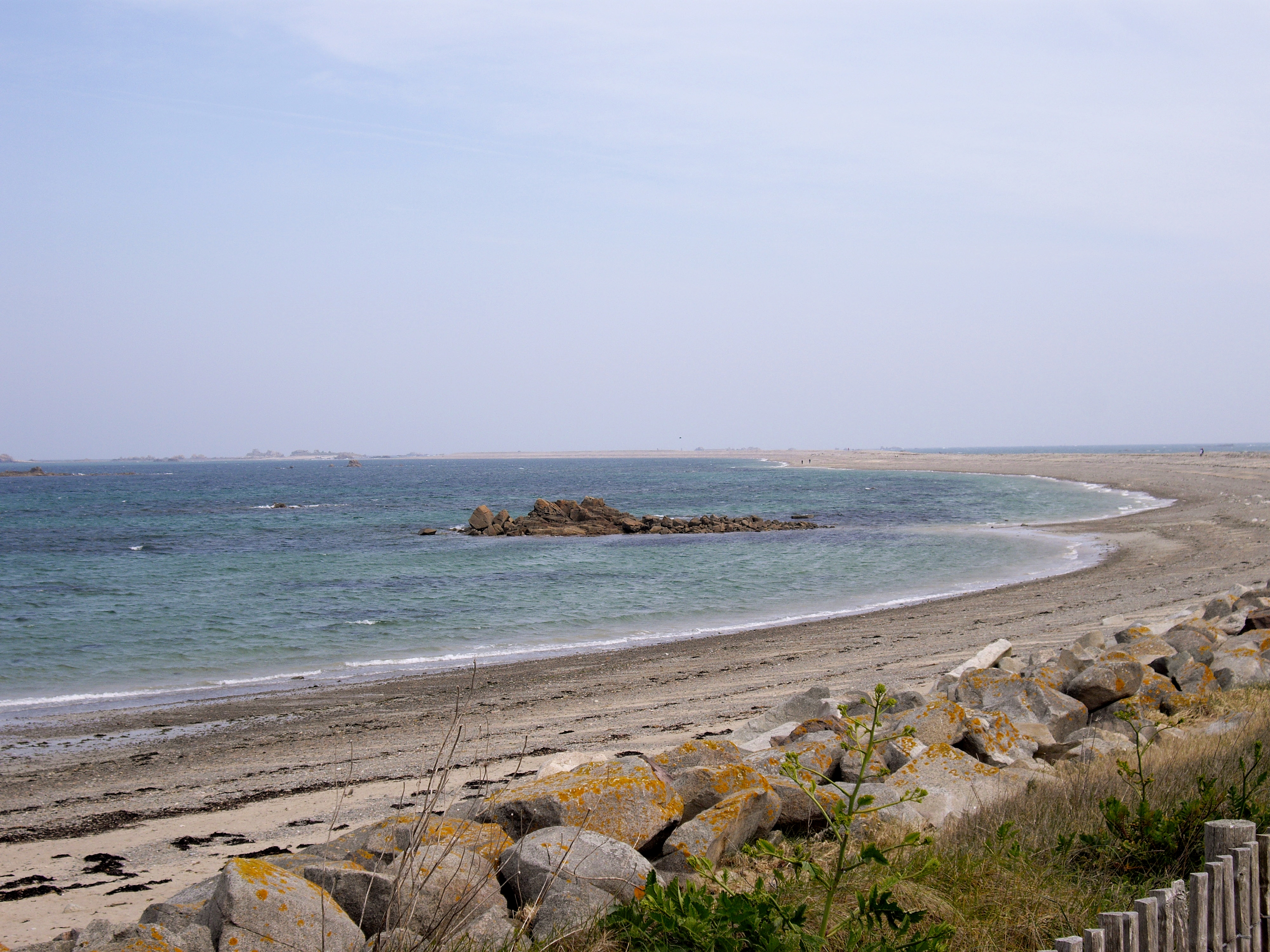
Le sillon de Talbert, peint par Lapicque en 1953.

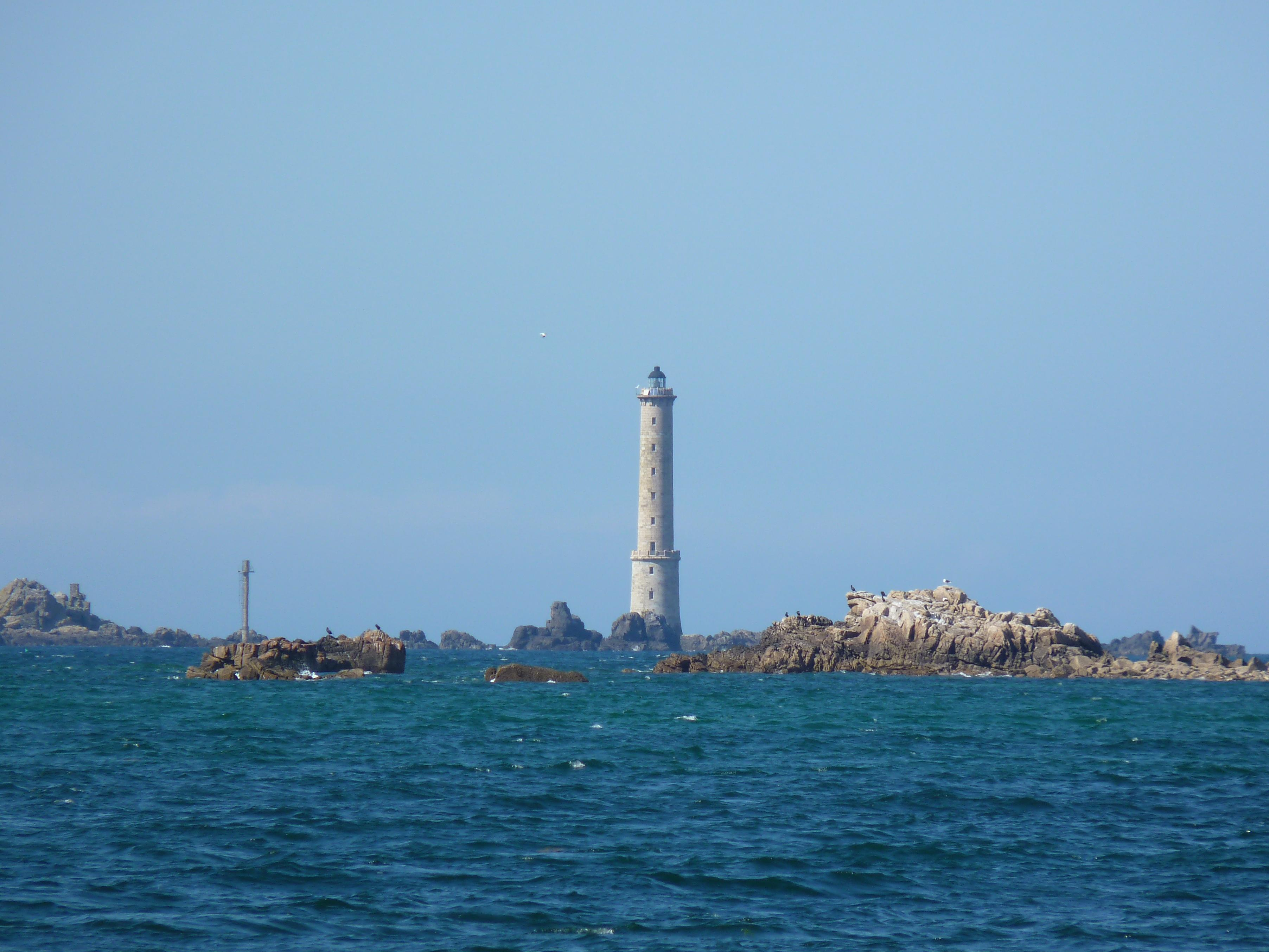
Le phare des Héaux de Bréhat, peint par Lapicque en 1959.

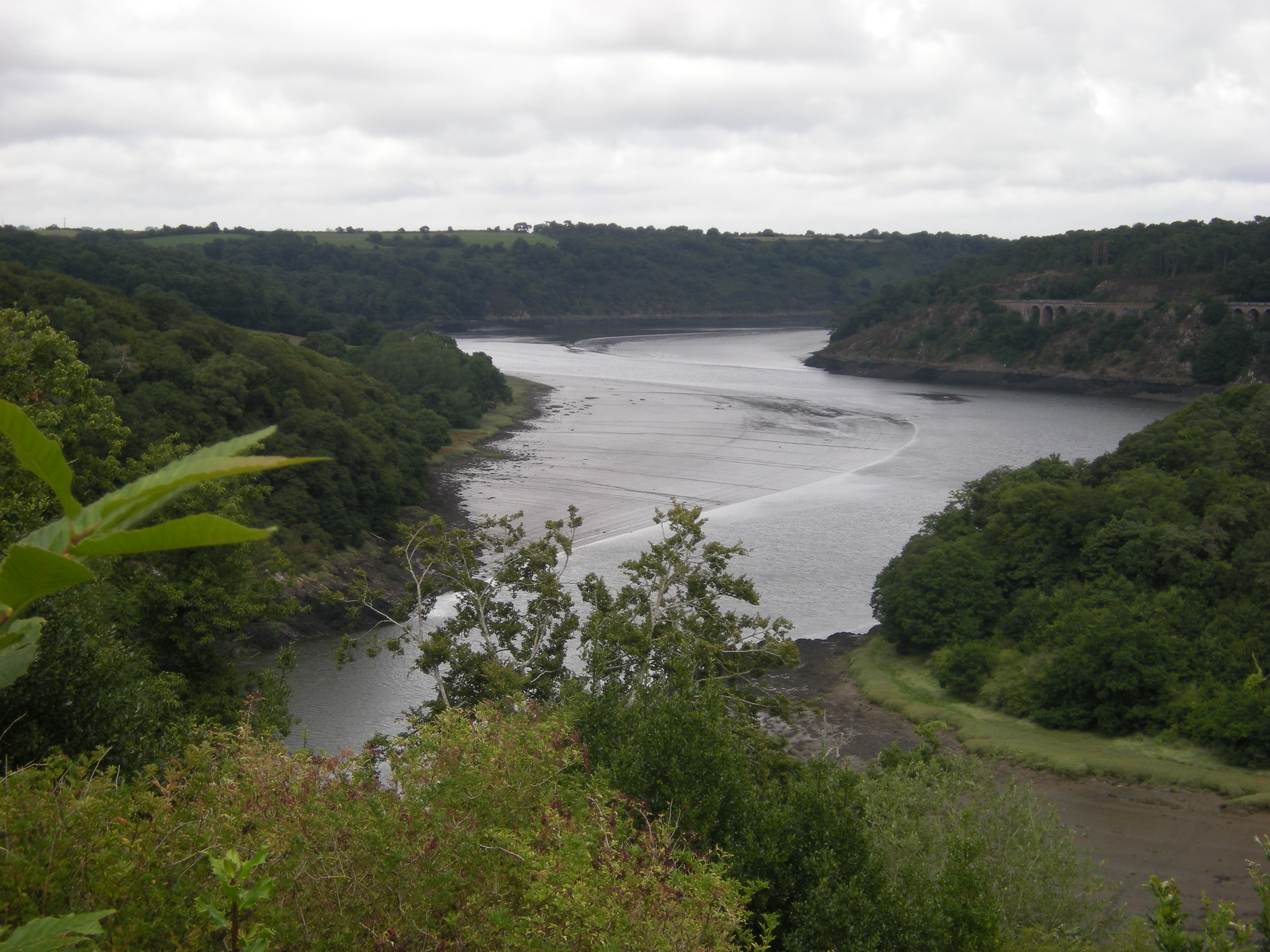
Les bords du Trieux, peints par Lapicque en 1961.

Effectuant de 1953 à 1955 quatre séjours à Venise, Lapicque peint d'abord les Villas construites dans la campagne proche par des architectes tels que Palladio, leurs jardins baroques et leurs intérieurs, les frontons et les façades d'églises puis développe une série de Couchers de soleil et de Nuits sur la lagune et les canaux. Après de nouveaux paysages bretons, un séjour à Rome à Pâques 1957 l'engage à peindre les ruines des monuments et les actions mémorables des Romains. Après deux embarquements sur des avisos de la Marine Nationale il en revient en 1958 aux thèmes des Manœuvres puis en 1959, après ses séjours dans la région de Bréhat et parallèlement à son illustration du « Portrait de l'Oiseau-Qui-N'Existe-Pas » de Claude Aveline, à des compositions de Mouettes et à un ensemble épuré de Lagunes bretonnes.
Fréquentant les parcs zoologiques et les ménageries, particulièrement le Zoo de Vincennes, Lapicque peint en 1960 de nombreux portraits de Tigres du Bengale ou de Chine, en 1962 de Lions, qui le ramènent à ses souvenirs de L'Atlas et du Désert algériens. En 1963 leur succèdent des Natures mortes aux chocolats ou dragées, généralement dans un décor Louis XV, puis un voyage en Grèce en avril 1964 suscite des évocations de paysages et de scènes mythologiques. Les thèmes abordés par Lapicque ne cesseront par la suite de se renouveler de façon imprévisible. Après un ensemble de paysages crépusculaires il développe de nouvelles séries autour du Tennis (1965) qu'il pratique assidûment depuis vers 1930, de la musique (1966-1967), du Golgotha (1968), puis en revient à la mer avec les Coups de vent, l'évocation des épopées et des drames des Cap-horniers, des Fermes bretonnes (1968-1969). Il peindra encore la Bourgogne, ses routes et ses architectures romanes (1970), une nouvelle suite de portraits imaginaires (1971-1972), des paysages d'Espagne (1973), de Hollande (1974), la basilique de Vézelay (1975), les Châteaux de la Loire (1976-1977), des scènes de chasse (1978), des variations d'après L'Embarquement pour Cythère de Watteau (1979-1980), la Montagne Sainte-Victoire et des Hommages à Cézanne (1981), La cathédrale de Laon (1981-1983), de nouvelles séries largement abstraites sur La Mer et les Figures (1984-1986).
L'œuvre de Charles Lapicque apparaît rétrospectivement avoir exercé une influence déterminante sur la nouvelle figuration. Sa palette particulièrement audacieuse et originale le place comme un artiste tout à la fois isolé et précurseur de ses contemporains immédiats. L'usage d'une palette chromatique totalement nouvelle et d'un espace à perspectives multiples distinctes de la perspective à points de vue multiples (utilisée par les cubistes) lui permet de préfigurer la sensibilité post-moderne. Cette façon de procéder à contre-courant permet à Charles Lapicque d'ouvrir la voie tant au Pop Art, qu'à la figuration narrative par l'usage acidulé de couleur inédite et dissonante. Ne faudrait-il pas rappeler que Lapicque introduit dès 1949 dans son tableau La bataille de Waterloo par l'intermédiaire de la longue vue de Napoléon une bulle grossissante à la manière de la bande dessinée et ce une dizaine d'années avant Warhol ou Erro ? La densité de sa figuration, l'ambigüité entre le fond et la forme, ses sujets tout aussi dérangeurs que parfois très classisants lui octroient une place d'élection dans le retour en force à cette figuration des années 1970 et 80 où le kitsch côtoie sans complexe la trans-avant-garde, la peinture cultivée, la figuration libre ou la Bad Painting. Charles Lapicque est un géant de la peinture, c'est à ce titre qu'on devra lui rendre hommage, se plaisait à dire François Pluchart.
Charles Lapicque a produit par ailleurs entre 1969 et 1972 des sculptures métalliques et en matière plastique destinées à l'édition, ainsi que des tapisseries.
Graveur important, Charles Lapique est l'auteur de 509 lithographies et eaux-fortes, exécutées entre 1945 et 1974, inspirés entre autres du monde hippique, des paysages, du monde maritime, du cirque.

## Réception critique
« Son œuvre occupe dans l'art français contemporain une place d'élection. Sa façon de progresser à contre-courant lui assure une originalité foncière (...). La Vocation maritime de Lapicque et un certain nombre de ses toiles datées de 1939-1940 (  Figures armées, Le port de Loguivy, Jeanne d'Arc traversant la Loire, Sainte-Catherine de Fierbois, etc.) tiennent par rapport à cette période le rôle que Les Demoiselles d'Avignon et les paysages de Horto de Ebro ont joué dans l'aventure cubiste du début du siècle. »
Lapicque, préface de Jean Guichard-Meili, New-York, Galerie Albert Loeb, 1960.

## Œuvres

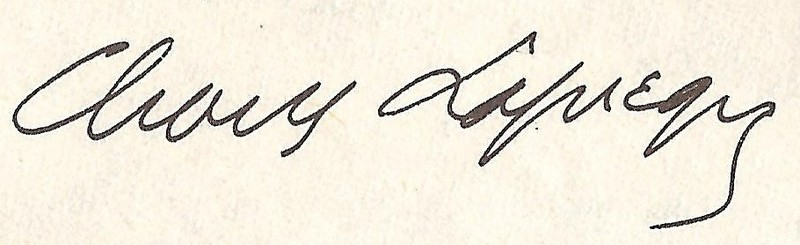
Signature de Charles Lapicque (correspondance).

### Publications de Charles Lapicque
- Variation dans le spectre de sensibilité des cellules au protoxyde de cuivre, avec Pierre Auger, présenté par Jean Perrin, 1931.
- Effet non additif de radiations différentes sur les piles à oxyde de cuivre, présenté par Jean Perrin, 1933.
- La vision des couleurs et l'art pictural, 1935.
- Répartition de la lumière dans l'image rétinienne d'un point éloigné, présenté par Charles Fabry, 1935.
- Images rétiniennes d'un point éloigné pour différentes grandeurs de la pupille, présenté par Charles Fabry, 1936.
- Sur la structure optique du corps vitré, présenté par Charles Fabry, 1936.
- Le rouge et le bleu dans les arts, avec une étude du docteur Polack, professeur à l'Institut d'Optique, 1936.
- Les contrastes de brillances dans la nature et dans ses représentations, 1936.
- Sur la coloration des images rétiniennes et sur le chromatisme en général, présenté par Charles Fabry, 1937.
- La formation des images rétiniennes, avec Charles Fabry et Yves Le Grand, 1937.
- L'Optique de l'œil et la vision des contours, thèse de doctorat en sciences physiques, sous la direction de Charles Fabry, 1938.
- La couleur dans l'espace, dans Journal de psychologie normale et pathologique, janvier-juin 1951, Paris, Presses universitaires de France, p. 106-127.
- Voie sans issue, dans XXe siècle numéro 4 « Rapport sur l'art figuratif », Paris, 1954, p. 51-54. (Réponse de Lapicque à un article de Léon Degand publié dans la revue Art d'aujourd'hui)
- Essais sur l'espace, l'art et la destinée, préface de Jean Wahl, Grasset, Paris, 1958, 302 p. .
- Actualité de Poussin, avant-propos au colloque sur Nicolas Poussin, éditions du CNRD, Paris, 1958, pp. XIII-XVIII.
- L'Art et la Mort, conférence au Collège philosophique, dans Revue de métaphysique et de morale no 3, Paris, 1959.
- Dialogue avec Jean Guichard-Meili, dans Jean Guichard-Meili, La peinture aujourd'hui, éditions bibliothèque de l'homme d'action, Paris, 1960.
- Rendons à la science, dans Arts, Paris, 18 janvier 1961.
- Présence et peinture, conférence prononcée au Club 44 à la Chaux de Fonds, revue Médiations no 4, Paris, 1961.
- Vitrail et tachisme, 1962.
- Si la culture est dans l'espace, revue La Brèche no 2, mai 1962.
- En illustrant Follain, revue Pour l'Art no 87, Lausanne-Paris, novembre 1962.
- L'art et l'image, conférence au Collège philosophique, dans Revue de métaphysique et de morale no 2, Paris, 1963.
- Hommage à Picasso, dans Revue de métaphysique et de morale no 2, Paris, 1967.
- Peinture et Tapisserie, 1969.
- Entretien avec A. Parinaud sur l'espace, le temps et le sens de la création, 1969.
- Le journal vénitien inédit de Lapicque (1954-1959), 1997.

### Album
- Charles Lapicque, Fauves, texte de Jean Guichard-Meili, vingt et un dessins de Charles Lapicque, Porte du Sud, Villeneuve-sur-Yonne, 1991  (ISBN 2-86937-036-9)

### Ouvrages illustrés par Charles Lapicque
- Jean Follain, Appareil de la terre, illustré de gravures sur bois en couleurs, éditions Galanis, Paris 1961
- Jean Lescure, Noires compagnes de mes murs, avec 8 dessins (Roger Chastel, Jean Coulot, Marcel Fiorini, Léon Gischia, Charles Lapicque, Mario Prassinos, Raoul Ubac et Jean Villeri), Florentin Mouret, Avignon, 1961
- Denis Diderot, Les Bijoux indiscrets (traduction en allemand), illustré de dessins à la plume, éditions Propulean Verlag, Berlin, 1966
- Charles Estienne, O et M, roman, illustré de lithographies, Le Soleil Noir, Paris, 1966
- Paul Chaulot, Temps présumés, illustré de lithographies, éditions Syrinx, Paris, 1966
- Jean Guichard-Meili, CLXXXI proverbes à expérimenter, illustré de gravures sur bois, éditions Galanis, Paris, 1966[45].

## Expositions

### Expositions particulières
: source utilisée pour la rédaction de cet article
Musées et centres d'art
- 1960 : Musée d'arts de Nantes (rétrospective)
- 1962 : Kunsthalle de Berne (rétrospective, 170 numéros);  Musée Lenbachhaus de Munich (rétrospective), catalogue : préface de Jean-Louis Ferrier et textes inédits de Lapicque, ; Musée de Grenoble (rétrospective); Musée-maison de la culture, Le Havre (rétrospective)
- 1963 : Städtisches museum, Trèves (rétrospective), catalogue : préface de Curt Schweicher; Musée d'état, Luxembourg (rétrospective)
- 1964 : Kunstverein, Hambourg (rétrospective), catalogue : préface de Walther Scharf
- 1965 : Musée de l'Athénée, Genève (peintures, dessins, tapisseries); Museum Folkwang, Essen (rétrospective)
- 1967 : Kunstamt-Tempelhof, Berlin (rétrospective de dessins); Musée national d'Art moderne, Paris (rétrospective, 152 numéros), catalogue : préface de Bernard Dorival et anthologie de textes critiques (122 p.)
- 1968 : Musée des beaux-arts de Nîmes, catalogue : texte de Charles Lapicque
- 1969 :  Musée municipal de Brest (rétrospective), catalogue : textes de Gaston Diehl et René Le Bihan
- 1970 : Musée Toulouse-Lautrec, Albi (rétrospective)
- 1978 : Musée national d'Art moderne, Cabinet d'art graphique, Paris (Dessins de Lapicque, 295 numéros), catalogue : préface de Pierre Georgel, Les dessins de Lapicque au Musée national d'art moderne, exposition itinérante
- 1979 : Musée des beaux-arts de Dijon (cinquante ans de peinture, cinquante tableaux), catalogue : texte de Pierre Granville
- 1986 : Musée de Morlaix (La Bretagne et la Mer, tapisseries, lithographies)
- 1991 : Royan, Centre d'arts plastiques (peintures de 1939 à 1961)
- 1992-1993 : Les Sables d'Olonne, Musée de l'abbaye Sainte-Croix, catalogue : textes de Didier Ottinger et Charles Lapicque  (ISBN 2-901432-73-5)
- 1998 : Royan, Centre d'arts plastiques (L'écriture de la mer, peintures, dessins), catalogue : texte de Maryvonne Georget
- 1996 : Antony, La Maison des arts, catalogue : texte de Gabriel Salloum
- 2011 : Charles Lapicque à Besançon, Donations Norbert Ducrot-Granderye, Musée des beaux-arts et d'Archéologie de Besançon, catalogue : textes de Philippe Bouchet, Norbert Ducrot-Granderye, Henri Ferreira-Lopes, Emmanuel Guigon, Charles Lapicque, Matthieu Pinette, Pierre Rosenberg, Françoise Soulier-François, Musée des beaux-arts et d'archéologie de Besançon, Éditions Hazan, 2011  (ISBN 978-2-7541-0545-3)

Galeries
- 1929 : Galerie Jeanne Bucher, Paris (peintures)
- 1941 : Galerie Jeanne Bucher, Paris (peintures de 1939 à 1941)
- 1947 ! Galerie Louis Carré, Paris (peintures de 1943 à 1947)
- 1949 : M. Van Geluwe, Bruxelles (peintures); Galerie Denise René, Paris (peintures de 1939 à 1949)
- 1950 : Galerie Birch - Denise René, Copenhague (peintures)
- 1951 : Galerie Denise René, Paris (peintures de 1950 et 1951)
- 1952 : Galerie-librairie La Hune, Paris (La Mer, dessins)
- 1953 : Galerie Ex-libris, Bruxelles (peintures); Galerie Galanis, Paris (peintures de 1952 et 1953)
- 1954 : Galerie-librairie de la Cité, Brest (La Mer, dessins)
- 1956 : Galerie Galanis, Paris (Venise, peintures); Galerie Benador, Genève (peintures)
- 1958 : Galerie Villand et Galanis, Paris (peintures de 1957 et 1958), catalogue : préface de Pierre de Saint-Prix
- 1959 : Galerie Villand et Galanis, Paris (La Figure, dessins)
- 1960 : Galerie Albert Loeb, New York (peintures); Galerie Villand et Galanis, Paris (peintures de 1958 à 1960, 28 numéros), catalogue : texte de Jean Wahl
- 1961 : Galerie Lefèvre, Londres (peintures)
- 1962 : Galerie Villand et Galanis, Paris (Les Chevaux, dessins); Galerie Wilhelm Grosshennig, Düsseldorf (peintures)
- 1963 : Galerie Villand et Galanis, Paris (peintures de 1960 à 1962, 28 numéros) catalogue : préface de Jean-Louis Ferrier, Lapicque et les esprits animaux ; Galerie Villand et Galanis, Paris (La Mer, dessins)
- 1964 : Galerie Villand et Galanis, Paris (tapisseries)
- 1965 : Galerie Villand et Galanis, Paris (peintures de 1963 et 1964, 32 numéros), catalogue : préface de Jean Guichard-Meili ; Galerie Louis Carré, Paris (peintures de 1939 à 1947)
- 1966 : Galerie Jacques Dubourg, Paris (peintures de 1951 à 1964), catalogue : texte de Charles Estienne
- 1967 : Galerie Wolfgang Ketter, Munich (rétrospective de dessins)
- 1968 : Galerie Jacques Dubourg, Paris (La Musique)
- 1969 : Galerie Jacques Dubourg, Paris (La Mer), catalogue : texte d'Elmina Auger
- 1970 : Galerie Verrière, Lyon (peintures, tapisseries, œuvre lithographique de 1945 à 1970 [49 numéros], sculptures), catalogue : textes de Pierre Cabanne, Roger Hauert, Elmina Auger et Charles Lapicque  ; Prague, Galerie Vincence Krámare, 1970, catalogue : préface de Bernard Dorival
- 1970 : Neue Galerie, Zurich
- 1972 : Galerie Jacques Dubourg, Paris; Neue Galerie, Zurich
- 1973 : Galerie Balanci Graham, Paris (aquarelles 1972), catalogue : propos de Lapicque recueillis par Elmina Auger
- 1974 : Galerie André Pacitti, Paris; Galerie Balanci Graham, Paris (Dessins récents)
- 1978-1979 : Galerie Nathan, Zurich, catalogue : préface de Bernard Dorival
- 1983 : Galerie Nathan, Zürich (peintures de 1939 à 1978), catalogue : texte de Henry-Claude Cousseau; Galerie Messine-Thomas Le Guillou (œuvres de 1925 à 1964)
- 1984 : Galerie Patrice Trigano, Paris, catalogue : texte de Catherine Millet (Dessins, variations sur le thème de la Figure)
- 1986-1987 : Galerie Nathan, Zurich, catalogue : textes de Peter Nathan et Angelika Affentranger
- 1989 : Galerie Louis Carré, catalogue : texte de Sarah Wilson, Paris,  (ISBN 2-86574-014-5); Ploëzal, Château de la Roche-Jagu
- 1991 : Galerie Nathan, Zurich (La Mer), catalogue : texte de Maryvonne Georget; Erlentes Können und Spontaneität, (Apprentissage et spontanéité), Galerie Nathan, Zürich
- 1997 : Galerie Nathan, Zürich, catalogue : textes de Daniel Abadie et Barbara Nathan-Neher
- 2002 : Galerie Jeanne Bucher (Ballade à travers les premiers travaux de Charles Lapicque, œuvres de 1925 à 1932), catalogue,  (ISBN 2-85562-062-7)
- 2005 :  Galerie Bertrand Trocmez, (peintures et œuvres sur papier)
- 2011 : Métamorphoses, Charles Lapicque, Galerie Broomhead Junker, Deauville ()
- 2013 : Figuration Imaginaire, Charles Lapicque, Galerie Broomhead Junker, Deauville

### Expositions collectives
Charles Lapicque a participé à de très nombreuses expositions collectives, en France et à l'étranger, notamment :
- 1945 : Bazaine, Estève, Lapicque, Louis Carré, Paris, catalogue : textes d'André Frénaud, Jean Lescure et Jean Tardieu
- 1952 : Tendances actuelles de l'École de Paris, Kunsthalle de Berne, catalogue : préface de Charles Estienne
- 1960 : Rencontre d'octobre à Nantes, Musée des Beaux-arts de Nantes (hommage à Charles Lapicque)
- 1964 : Présence du visible (Francis Bacon, Francisco Bores, Roger Chastel, Leonardo Cremonini, Alberto Giacometti, Francis Gruber, Arnaud d'Hauterives, Jean Hélion, Charles Lapicque, Eugène Leroy, Paul Rebeyrolle, Gaston-Louis Roux, Pierre Tal Coat, Javier Vilató…), galerie Jeanne Castel, Paris, puis musée des Beaux-Arts de Nancy, 1964[46]
- 1968 : Bazaine, Estève, Lapicque, catalogue : texte de Walther Scharf, Staatliche Kunsthalle, Baden-Baden
- 1968 : Analogies et résonances, Galerie Vercamer, Paris (avec Arman, Baj, Christoforou, Hundertwasser, Mandeville, Magnelli, Matta et G. Noël)
- 1981 : Paris-Paris, 1937-1957, Centre Georges-Pompidou, Paris, catalogue
- 1988 : Les Années 50, Centre Georges-Pompidou, Paris (catalogue : Harald Szeemann, Bonjour Monsieur Lapicque, p. 130-134)
- 1996 : 1946, L'art de la Reconstruction, Musée Picasso, Antibes (éditions Skira, catalogue, 128 p.  (ISBN 2605003159))
- 2008 : Lumière, Couleurs, Formes (Roger Bissière, Jean Bazaine, André Beaudin, Jean Bertholle, Simone Boisecq, Maurice Estève, Étienne-Martin, Eudaldo, André Fougeron, Léon Gischia, Elvire Jan, Charles Lapicque, Lucien Lautrec, Jean Le Moal, Karl-Jean Longuet, Alfred Manessier, Juana Muller, Alicia Penalba, Édouard Pignon, Mario Prassinos, Gabriel Robin, Hans Seiler, Gustave Singier, François Stahly, Árpád Szenes, Pierre Tal Coat, Raoul Ubac, Maria Helena Vieira da Silva, Jacques Villon), Hôtel de Ville d'Aulnay-sous-Bois
- 2012 : L'art en guerre, France 1938-1947, Paris, musée d'art moderne de la ville de Paris-Paris Musées, 2012, catalogue, 496 p.  (ISBN 978-2-7596-0185-1)
- 2014 : Regards sur l'École de Paris, musée de la Cour d'Or – Metz Métropole, Metz, catalogue

### Tableaux
- Le chemin de fer de Paimpol, huile sur toile, 1957, adjugé 66 000 euros en octobre 2017[47].
- Nuit sur la lagune, huile sur toile, 1955, adjugé 10 500 euros en octobre 2017[47].
- Officier en mer, lithographie en couleurs sur papier, musée des Beaux-Arts de Brest.

## Distinctions

### Décorations
- Officier de la Légion d'honneur (1966)
- Croix de guerre 1914-1918
- Commandeur de l'ordre des Arts et des Lettres (1966)[48]

### Reconnaissances
- Ingénieur de l'École Centrale des Arts et Manufactures, Paris, 1921
- Médaille d'honneur pour cinq décorations au Palais de la découverte, Paris, 1937

- Docteur ès Sciences, Paris, 1938

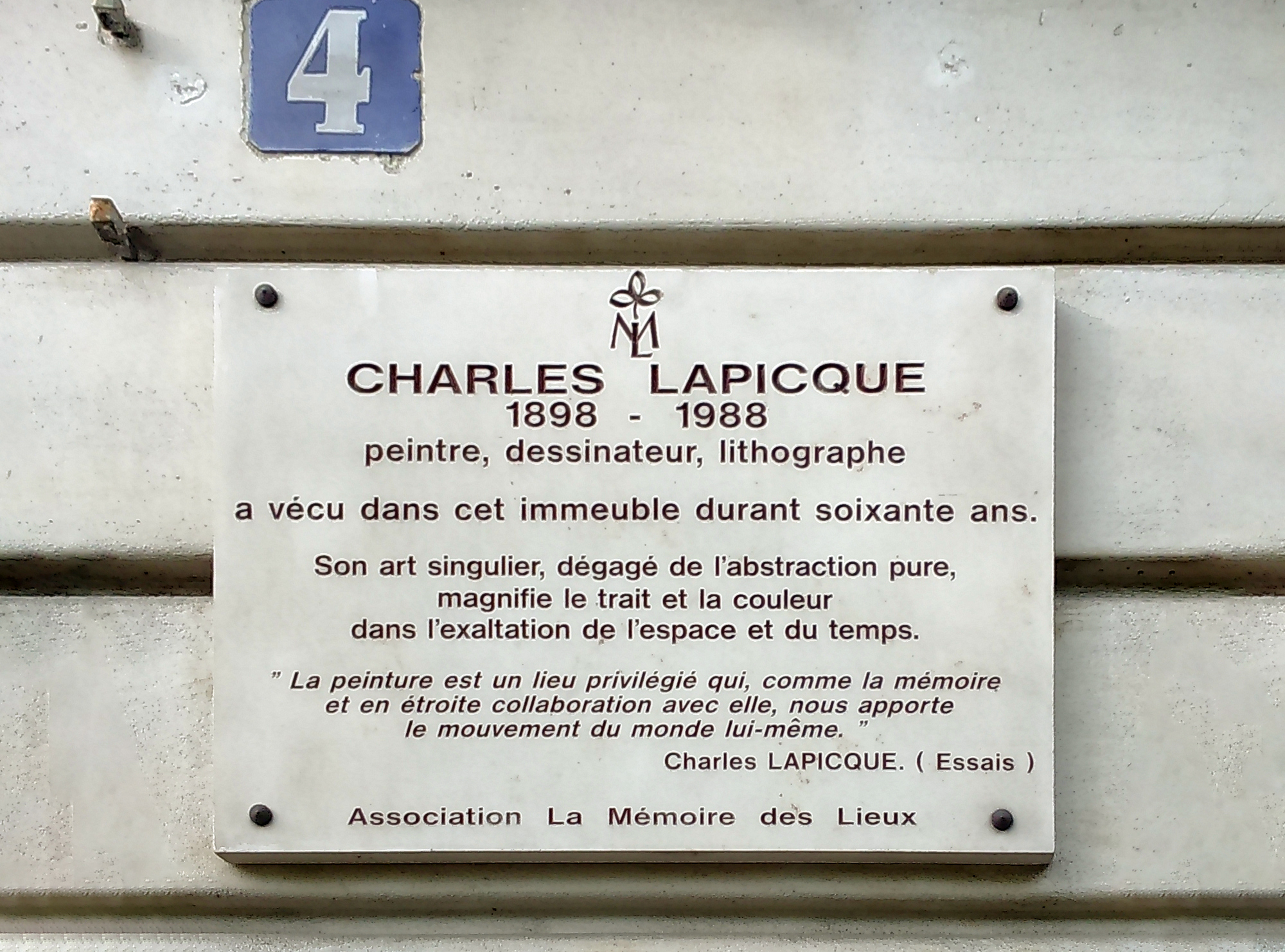
Plaque 4 rue Froidevaux (Paris).

- Peintre du Département de la Marine, 1948-1966
- Prix Raoul Dufy, Biennale de Venise, 1953
- Philatélie : émission en hommage à Charles Lapicque d'un timbre poste français reproduisant Régates vent arrière (1952), 1989
- Une plaque commémorative a été apposée sur la façade de l'immeuble qu'a habité de 1927 à 1988, année de sa mort, Charles Lapicque au 4 rue Froidevaux (14e arrondissement de Paris).
- Juste parmi les nations, 2001[23].

## Collections publiques
Des peintures de Lapicque sont conservées dans les collections de nombreux musées, notamment en France (Paris, Dijon, Besançon, Grenoble, Nantes, Nice), en Europe (Bruxelles, Copenhague, Essen, Munich, Stuttgart) et en Amérique (New-York, Ottawa, Toronto).

#### Monographies
- Jean Lescure, Lapicque, Flammarion, 1956, 86 p. et 98 illustrations
- Charles Lapicque, Genève, Pierre Cailler, 1956
- Charles Estienne, Dessins de Lapicque, La figure, Paris, Éditions Galanis, 1959
- Jean Guichard-Meili, Dessins de Lapicque, Les chevaux, Paris, Éditions Galanis, 1962
- Jean Lescure, Dessins de Lapicque, La mer, Paris, Éditions Galanis, 1964
- Charles Lapicque, Catalogue raisonné de l'œuvre peint et de la sculpture par Bernard Balanci, précédé d'une étude critique de Elmina Auger, Textes inédits de Charles Lapicque, Paris, Éditions Mayer, 1972
- Charles Lapicque, Catalogue raisonné de l'œuvre complet des lithographies, eaux-fortes et gravures par Bernard Balanci et Georges Blache, texte de Elmina Auger, Paris, Éditions Mayer, 1981, 508 illustrations
- Aloys Perregaux, Lapicque, Neuchâtel, Ides et Calendes, 1983, 224 p.  (ISBN 2825800082)
- Michel et Monique Pauty, Charles Lapicque, l'espace et la vision des couleurs, 1991.
- Patrick Callet (direction), Spectrophotométrie sur un tableau de Charles Lapicque, 2007.
- Philippe Bouchet, Charles Lapicque, collection "Découvrons l'art", Paris, Éditions Cercle d'Art, 2009
- Charles Lapicque le dérangeur (sous la direction de Philippe Bouchet), Paris, Thalia Édition, 2009. Monographie parue à l'occasion de l'exposition itinérante au musée de l'Hospice Saint-Roch, Issoudun, 6 mars-1er juin 2009, au musée Unterlinden, Colmar, 20 juin-12 octobre 2009, au musée de l'Abbaye Sainte-Croix, Les Sables d'Olonne, 20 décembre 2009-25 avril 2010 (Prix Bordin de l'Académie des beaux-arts)
- Charles Lapicque à Besançon. Donations Norbert Ducrot-Granderye, cat. exp. (Besançon, musée des Beaux-Arts et d’Archéologie, 12 février-16 mai 2011), Paris, Hazan, 2011
- Philippe Bouchet, Charles Lapicque, la vocation maritime, Quimper, Palantines, 2011 (publié à l’occasion de l’exposition au musée de Morlaix, 2 juillet-31 octobre 2011)
- Philippe Bouchet, Charles Lapicque. Peintre libre et esprit fertile, Spézet, Coop Breizh, 2014.

#### Ouvrages généraux
- Lydia Harambourg, L'École de Paris 1945-1965, Dictionnaire des peintres, Neuchâtel, Ides et Calendes, 1993,  (ISBN 2825800481)
- Le monologue du peintre, Paris, éditions de La Villette, 2002  (ISBN 2-903539-58-8)
- (en) « Charles Lapicque », extrait de la notice dans le dictionnaire Bénézit , sur Oxford Art Online, 2011 (ISBN 9780199773787)
- Dora Vallier, Grove Art Online, 2002 (ISBN 978-1-884446-05-4, lire en ligne)
- Ian Chilvers et John Glaves-Smith, A Dictionary of Modern and Contemporary Art, 2009, 784 p. (ISBN 978-0-19-923966-5, lire en ligne)

### Filmographie
- François Reichenbach, Lapicque, texte d'Elmina Auger, court métrage en couleurs, 1966 (diplôme d'honneur au Festival de Locarno).

#### Bases de données et dictionnaires
- Ressources relatives aux beaux-arts :   - AGORHA
  - Artists of the World Online
  - Bénézit
  - Bridgeman Art Library
  - Collection de peintures de l'État de Bavière
  - Delarge
  - Grove Art Online
  - Kunstindeks Danmark
  - Musée d'Orsay
  - Musée des beaux-arts du Canada
  - National Gallery of Art
  - RKDartists
  - Union List of Artist Names
- Notices dans des dictionnaires ou encyclopédies généralistes :   - Brockhaus
  - Deutsche Biographie
  - Store norske leksikon
  - Treccani
- Notices d'autorité :   - VIAF
  - ISNI
  - BnF (données)
  - IdRef
  - LCCN
  - GND
  - Italie
  - Pays-Bas
  - Israël
  - NUKAT
  - Vatican
  - Tchéquie

#### Autres
- Charles Lapicque, au Centre Pompidou.
- Charles Lapicque, au musée de Dijon.
- Un entretien sur Charles Lapicque, par son petit-fils, Philippe Lapicque.